# Luis Porto
Luis Alberto Porto Rizzo (Montevideo, 14 de marzo de 1960), economista, y exprofesor uruguayo. Es Director del Banco Interamericano de Desarrollo en representación de Uruguay. Fue Asesor Principal de Estrategia y Desarrollo Organizacional (CSO) de la Organización de Estados Americanos (OEA) hasta mayo de 2025. Integra también en forma honoraria la Junta Directiva de +Uruguay, una organización sin fines de lucro que brinda capacitación a líderes locales.
Se desempeñó como Subsecretario del Ministerio de Relaciones Exteriores de Uruguay desde mayo de 2013 hasta el 1 de marzo de 2015. El cargo es el segundo en orden jerárquico de esa cartera de Estado (Vicecanciller)

## Biografía
Egresado de la Universidad de la República en 1986 con el título de economista. Posteriormente obtuvo un máster en economía en la Universidad Católica de Lovaina.
Profesor Titular (catedrático, grado 5) de Economía Industrial de la Facultad de Ciencias Económicas y de Administración de la Universidad de la República desde el 1 de mayo de 1994 hasta el 1 de mayo de 2015.
Ha trabajado como consultor senior en el ámbito nacional (organismos públicos y sector privado) e internacional. Entre otras organizaciones, ha trabajado para OEA, el BID, PNUD y FES. En materia de políticas productivas, competitividad y sistemas financieros ha brindado asistencia profesional en Uruguay, Paraguay, Panamá, Honduras, Guatemala, Haití y para el Mercosur.
Ha sido profesor en distintas universidades del Uruguay y del exterior en maestrías de negocios y ocupado los siguientes cargos: integrante del Consejo de Dirección del Instituto de Economía de la Facultad de Ciencias Económicas y de Administración; integrante del Comité Honorario Asesor del Instituto Nacional de Calidad; integrante del Directorio de Empretec Uruguay; director del Instituto Metodista Universitario Crandon.
Ha participado como expositor en temas de su especialidad en Eventos Seminarios y Conferencias en China, India, Rusia, España, Alemania, Bélgica, Estados Unidos, México, Panamá, Costa Rica, Puerto Rico, Colombia, Ecuador, Venezuela, Paraguay, Brasil, Argentina y Uruguay.
Ha publicado numerosos libros y artículos en temas relativos a sistema financiero, competitividad, promoción de inversiones, políticas productivas. Publica también breves ensayos en https://fermentarios.wixsite.com/fermentarios
Presidente en Corporación Nacional para el Desarrollo desde mayo de 2010 a julio de 2011.
En agosto de 2011 asumió como subsecretario del Ministerio de Economía y Finanzas de Uruguay, y el 8 de mayo de 2013 asumió como Subsecretario del Ministerio de Relaciones Exteriores de dicho país.
Desde el 1 de junio de 2015 ocupó el cargo de Consejero Estratégico en la OEA hasta mayo de 2025.
Actualmente se desempeña como miembro del Directorio del BID en representación de Uruguay.